# Bruno Köbele
Bruno Walter Köbele (* 10. August 1934 in Freiburg im Breisgau) ist ein ehemaliger deutscher Gewerkschafter. Er war von 1991 bis 1995 Bundesvorsitzender der damaligen Industriegewerkschaft Bau-Steine-Erden.

## Leben
Bruno Köbele begann 1949 eine Ausbildung zum Maurer, die er 1952 mit der Gesellenprüfung abschloss. Anschließend arbeitete er von 1952 bis 1960 zunächst als Maurer und Maurerpolier.
1950 trat Köbele in die Industriegewerkschaft Bau-Steine-Erden (IG BSE) ein und war zunächst in verschiedenen ehrenamtlichen Funktionen tätig. 1960 wurde er Geschäftsführer des Bezirksverbandes Freiburg. Seit 1957 ist Bruno Köbele auch Mitglied der SPD. Seine weitere gewerkschaftliche Laufbahn führte ihn danach u. a. als Gewerkschaftsbeirat (1964) und Fachreferent (1967) bis in den Bundesvorstand, dem er seit 1969 angehörte. 1982 wurde er stellvertretender Vorsitzender der IG BSE, 1985 Präsident der Europäischen Föderation der Holz- und Bauarbeiter. Höhepunkt seiner nationalen gewerkschaftlichen Aktivität war die Wahl zum Nachfolger von Konrad Carl als Bundesvorsitzender im Jahre 1991. Unter seiner Führung wurden die Vertretungen der IG BSE in den neuen Bundesländern aufgebaut.
Mehrfach mit dem Bundesverdienstkreuz, darunter das Große Verdienstkreuz des Verdienstordens der Bundesrepublik Deutschland, ausgezeichnet, zog er sich 1995 nach gesundheitlichen Problemen schließlich aus dem gewerkschaftlichen Leben zurück. Zu seinem Nachfolger als Bundesvorsitzender wurde Klaus Wiesehügel gewählt.
Zwei Jahre nach seinem Rückzug vom Bundesvorsitz gelang es seinem Parteifreund Georg Leber, ihn für eine Mitarbeit beim Internationalen Bund, einem gemeinnützigen Bildungsträger, zu bewegen. Bereits 1999 wurde er stellvertretender Vorstandsvorsitzender, 2001 Vizepräsident und 2003 schließlich Präsident.

## Wirken
Bruno Köbeles Name ist eng mit der tarifvertraglichen Verankerung der Berufsausbildung in der Bauwirtschaft verbunden. Der Tarifvertrag sieht ein solidarisches, umlagefinanziertes Verfahren zur Beteiligung der Baubetriebe an den Kosten der Berufsausbildung vor. Auf diese Weise wurde vielen Schulabgängern eine qualifizierte Ausbildung in der Bauwirtschaft ermöglicht. Der noch heute gültige Tarifvertrag steht in der Geschichte der Gewerkschaft einzigartig dar.